# Die kleine Komödie

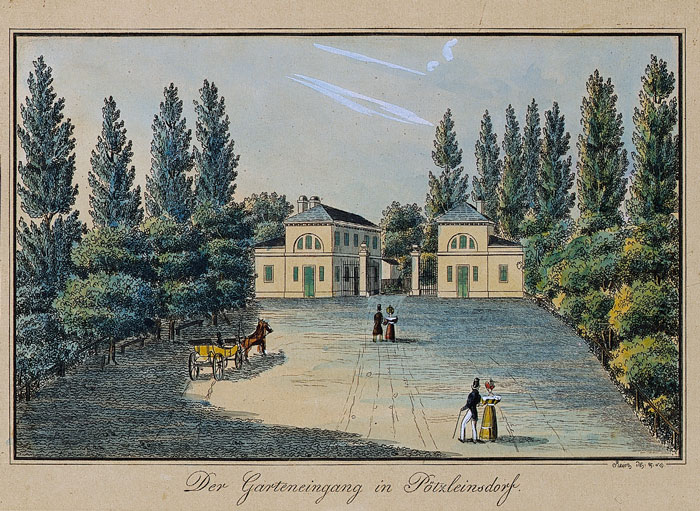
Draußen in Pötzleinsdorf

Die kleine Komödie ist eine heitere Briefnovelle von Arthur Schnitzler, die im Frühsommer 1893 entstand und im Februar 1894 überarbeitet wurde. Im Augustheft 1895 erschien die frühe Erzählung in der Literaturzeitschrift Neue Deutsche Rundschau bei S. Fischer in Berlin. Als Buch kam Die kleine Komödie 1932 postum zusammen mit anderen frühen Novellen Schnitzlers auf den Markt. Das Nachwort schrieb Otto Paul Schinnerer.
Es geht nicht gut, wenn Reiche die Armen spielen.

## Inhalt
In diesem „wie eine fünfaktige Komödie gebauten“ Text schreiben zwei ledige Herrschaften  aus ihrem heimatlichen Wien dreizehn Briefe nach Italien und Frankreich. Der Bonvivant Alfred von Wilmers schreibt sieben an seinen Freund, den Künstler Theodor Dieling, nach Neapel und die arrivierte Schauspielerin Josefine Weninger – Fräulein Pepi gerufen – schreibt sechs an ihre Freundin, die verheiratete Helene Beier nach Paris. Antworten aus Neapel und Paris gibt Schnitzler nicht wieder.
Was steht nun in den Briefen der zwei Ich-Erzähler? Nicht mehr die Jüngsten, haben beide Briefschreiber dieselbe Idee: Bei dem wunderschönen Sommerwetter wollen der Bürger als verarmter Dichter und die Aktrice aus der Bohème als fleißige Kunststickerin kostümiert noch einmal den Zauber der Jugendliebe erleben. Das funktioniert auch. Nur, der nicht mehr junge Bursche und das Vorstadtmädel geraten zufällig aneinander. Man lernt sich kennen und tischt dem anderen seine Lügengeschichte auf. Die wird vom Zuhörer, beziehungsweise der Zuhörerin, anstandslos geglaubt. Man küsst sich und man liebt sich. Hinaus geht es aus Wien nach Pötzleinsdorf. Die Bekanntschaft – das „Ineinandergleiten von Stimmungen keuscher Jugendliebe und reifen Schwelgens“ – gipfelt in einem einwöchigen Aufenthalt vor den Toren Wiens in einem abgelegenen Waldgasthaus.
Länger als zwei Wochen hält Alfred das armselige Leben nicht aus. Wegen eines Regentages nach Wien geflüchtet, geben sich beide beim nächsten Stelldichein – wiederum zufällig – als die zu erkennen, die sie eigentlich sind. Man genießt zusammen nun entspannt das gewohnte dolce Vita der Wiener Hautevolee. Eine Reise nach Dieppe wird ins Auge gefasst. Alfred zahlt alle Rechnungen. Schließlich vertraut er seinem oben erwähnten Freund Theodor das Ende der kleinen Komödie brieflich an: „Nach … Dieppe werde ich lächelnd hinter den Kulissen verschwinden.“

## Selbstzeugnis
Schnitzler kritisierte sein Werk am 9. Februar 1894: „Anfang gut, Ende matt.“

## Rezeption
- Hofmannsthal spricht in einem Brief am 19. Juli 1893 an Schnitzler von einer „Parallel-novelle“ und von zweistimmigem Erzählen.[11]
- Perlmann schreibt über den Traum der zwei Briefeschreiber vom kümmerlichen Dasein der Kleinbürger: „Beide lieben das Armsein, solange es Lüge ist, das wirkliche lehnen sie ab.“[12]
- Sprengel meint zum Komödie Spielen der Bürger bei Schnitzler[13]: Der Ausstieg aus der sozialen Konvention erweist sich als Illusion.[14]
- Mann und Frau erzählen abwechselnd, kommentiert Scheffel die vorliegenden zwei geschlechtsspezifischen Perspektiven.[15] Die Geschichte erinnert Scheffel an Körners „Die Reise nach Schandau. Eine Erzählung in Briefen“[16] (1810). Allerdings fehle bei Schnitzler das Körnersche Happy End.[17] Und zur finalen Demaskierung bei Schnitzler schreibt Scheffel, das Maskenspiel erscheine somit als flüchtige Affäre.[18]